# Luigi Sozzi
Luigi Sozzi (Caprino Bergamasco, 7 aprile 1838 – Caprino Bergamasco, 23 maggio 1885) è stato un compositore italiano.
Appartenente a una ricca famiglia bergamasca, fu autore di melodrammmi e ballabili per pianoforte e romanze da camera.

## Biografia
Figlio dell'industriale tessile Pietro Sozzi e di Teresa Mallegori, era meglio conosciuto con il soprannome di Bigio. Fin dalla prima infanzia strinse una forte amicizia con Bernardino Zendrini, futuro poeta. A partire dai dieci anni ebbe come precettore letterario Gabriele Rosa e come educatore artistico Alessandro Nini. Divenuto un abile pianista, prima dei vent'anni aveva portato a termine lavori originali e nel 1858 presentò alcuni componimenti nelle Accademie, svoltesi al Teatro Ricciardi di Bergamo, recensiti favorevolmente dalla stampa locale.
Nel 1859 incontrò Giuseppe Garibaldi, ospitato presso palazzo Sozzi mentre era diretto a Bergamo, e in seguito a questo incontro volle contribuire a operazioni patriottiche e di utilità sociale. Nel 1860 prestò un breve servizio come sottotenente a Pavia, anche se le sue condizioni precarie di salute e l'influenza della famiglia facoltosa, fecerò sì che venne trattato con tutti i riguardi.
Rimasto orfano dei genitori nel 1862, il compositore si dedicò unicamente alla musica, lasciando l'azienda di famiglia nella mani di Gabriele Rosa (come per volontà della madre). Nonostante i tentativi di tenere in vita l'attività di famiglia da parte di Gabriele Rosa, gli affari erano in perdita e nel 1869 Luigi Sozzi notificò alla Camera di Commercio la cessazione dell'attività e vendette il negozio di Bergamo e alcune proprietà, tenendo solo la villa di Caprino Bergamasco.
L'attività artistica subì una breve pausa per i preparativi delle nozze con Maria Leidi, da cui ebbe un figlio, Pier Luigi.
Negli ultimi quattro anni della sua vita, rimase rinchiuso da solo nella villa di famiglia e morì pazzo, abbandonato dalla famiglia. In seguito alla sua dipartita, la vedova distrusse i suoi manoscritti.

## La produzione artistica
Negli anni della Scapigliatura frequentò la colonia artistica che gravitò intorno a Lecco insieme a Errico Petrella, Amilcare Ponchielli, Antonio Carlos Gomes, Gaetano Braga, Alfredo Catalani e Giacomo Puccini.
L'opera di esordio fu il melodramma semiserio Le memorie del diavolo (Milano, Carcano, 17 dicembre 1864); venne accolta timidamente dalla critica, che sottolineò in particolare le carenze del libretto. Fece seguito Adelina (Lecco, Sociale, 30 settembre 1879), basato su un libretto di Antonio Ghislanzoni. L'opera, che riscosse un buon successo di pubblico e il giudizio favorevole di Filippo Filippi e Amintore Galli, si basa un libretto di Antonio Ghislanzoni e tratta lo stesso soggetto de La Savoiarda (poi Lina) di Ponchielli.
Nel 1880 iniziò a comporre l'opera Evangelina, sempre basata su un libretto di Antonio Ghislanzoni, che rimase incompiuta poiché l'autore rimase vittima di una grave neuropatia. Compose anche altre opere non rappresentate tra cui Padre Ignazio, Don Macario, Lambertazzi e I Guebri (leggenda orientale).

## Opere
- Preludio, coro e cavatina: arie cantate al Teatro Ricciardi di Bergamo (1858)
- Castigliana: romanza cantata al Teatro Ricciardi di Bergamo (1858)
- Ferruccio: libretto di Antonio Bellotti
- La Lega Lombarda: libretto di Antonio Bellotti
- Padre Ignazio: opera scritta per il buffo Alessandro Bottero
- Don Macario: libretto di Antonio Bellotti
- Le memoria del diavolo: libretto di Antonio Bellotti (Milano, Carcano, 17 dicembre 1864)
- Lambertazzi
- I Guebri: libretto di Antonio Bellotti (da una leggenda orientale)
- Non ti scordar di me: versi di Luigi Capranica; romanza pubblicata nel 1865 fa Francesco Lucca
- Le gare d'amore (Rita): libretto di Antonio Ghislanzoni
- Leggenda antica: poemetto di Bernardino Zendrini musicato nel novembre 1975
- Adelina: libretto di Antonio Ghislanzoni (Lecco, Sociale, 30 settembre 1879)
- Evangelina: libretto di Antonio Ghislanzoni[1]